# Pétria (métro léger de Charleroi)
 (août 2022).
Si vous disposez d'ouvrages ou d'articles de référence ou si vous connaissez des sites web de qualité traitant du thème abordé ici, merci de compléter l'article en donnant les références utiles à sa vérifiabilité et en les liant à la section « Notes et références ».
La station Pétria est une station, en service, du métro léger de Charleroi.

## Caractéristiques
Cette station de la branche vers Fontaine-l'évêque, est la dernière à fonctionner en mode métro. Cette station dispose également de voies de stationnement. 
Au delà, en direction d'Anderlues, les motrices circulent en respectant l'ancienne signalisation du type "vicinal". Les trams circulent alors sur une voie unique dotée d'évitements aux différents arrêts pour permettre à deux rames de se croiser.